# سید فخرالدین موسوی ننه‌کرانی
سید فخرالدین موسوی ننه‌کرانی (زاده ۱۳۰۹ – درگذشته ٢٧ شهریور ۱۴۰۰) عضو مجلس خبرگان رهبری، سیاستمدار، نویسنده، استاد دانشگاه و حوزه ایرانی بود.

## شرح حال
موسوی در سال ۱۳۰۹ در روستای ننه‌کران از توابع اردبیل متولد شد، تحصیلات ابتدائی را در زادگاهش گذراند، سپس جهت طی تحصیلات مقدماتی راهی اردبیل شد و دروس عالیه را در قم و نجف آموخت.

## تحصیلات
اساتید حوزوی موسوی ننه‌کرانی را می‌توان بدین صورت تفکیک کرد:
- سطوح عالی: شیخ مجتبی لنکرانی، سید عبدالاعلی سبزواری و احمد نجفی.
- خارج فقه و اصول: علی تسوجی نجفی امام خمینی، سید ابوالقاسم خوئی، سید محمود حسینی شاهرودی، سید محسن حکیم، حسین حلی، باقر زنجانی و سید عبدالهادی شیرازی.
- زبان انگلیسی: سید حیدر هندی و سید حسین ناجی شوشتری
- فلسفه و حکمت و کلام: شیخ صدرا بادکوبه‌ای و شیخ محمد بصراوی.

## سیاست
فخرالدین موسوی ننه‌کرانی نمایندگی مردم اردبیل را در سه دوره اول، سوم و پنجم مجلس شورای اسلامی بر عهده داشته است. وی در دوران نمایندگی خویش، همزمان ریاست کمیسیون اصل نود و امام جماعت مجلس شورای اسلامی را بر عهده داشت. از دیگر منصب‌های وی می‌توان ریاست شعبه دوم دیوان عالی کشور را نام برد.

## آموزش
موسوی ننه‌کرانی مؤسس حوزه علمیه کاظمیه و از اساتید دانشگاه‌های تهران، مشهد و مدرس حوزه علمیه می‌باشد. وی پس از تکمیل تحصیلات و تدریس در نجف به ایران بازگشت و در حوزه علمیه و مدرسه عالی حسینی و مدرسه نواب مشهد و دانشگاه‌های تهران، شهید بهشتی، علامه طباطبائی، علوم قضائی سالیان متمادی تدریس نمود. موسوی، مؤسس کانون تحقیقاتی – حقوقی نسیم حکمت در قم نیز می‌باشد.

## درگذشت
وی در ۲۷ شهریور ۱۴۰۰ درسن ۹۱ سالگی درگذشت و در صحن بزرگ حرم فاطمه معصومه و در مقبره آیت الله سید محمد محقق داماد به خاک سپرده شد.

## تالیفات
برخی از آثار وی عبارتند:
- تاریخ اردبیل و دانشمندان
- [۳]
- تاریخ جامع اردبیل، مغان، مشکین شهر، خلخال، آستارا در ۲ مجلد
- تاریخ تشیع که در مدرسه العظمی میلانی تدریس می‌شود.
- تاریخ شهر اسفراین
- تاریخ شهر گلپایگان
- تاریخ شهر لاهیجان
- کتاب ۳۱۳ شاعر (معرفی ۳۱۳ تن از یاران امام زمان (در قالب مضامین شعری)
- شرح کشکول شیخ بهائی
- تقریرات بر نوشته‌های خوئی و حلی
- رساله‌ای در تقیه
- کتاب حج، وصیت و نکاح در سه مجلد
- حدیق الافراح در ۵ مجلد که به تأیید نظر آقا بزرگ تهرانی رسیده است
- الاحتجاجات که در دانشگاه عالی حسینی تدریس می‌شود.
- مجموعه خاطرات تحقیقاتی از سفر به کشورهای مصر، روسیه، سوئیس، مجارستان، آلمان، ویتنام، هند، بحرین، کویت، عمان، سوریه، جمهوری آذربایجان و ...
- تفسیر سوه احزاب و نباء در دو مجلد
- آداب بحث
- کتابی در اخلاق
- ترجمه کتاب الاذکیاء
- سایر سخنرانی‌ها، مقالات علمی و تحقیقاتی